# Monts-sur-Orne
Monts-sur-Orne – gmina we Francji, w regionie Normandia, w departamencie Orne. W 2013 roku liczba ludności wynosiła 953 mieszkańców. 
Gmina została utworzona 1 stycznia 2018 roku z połączenia trzech ówczesnych gmin: Goulet, Montgaroult oraz Sentilly. Siedzibą gminy została miejscowość Goulet.